# O Circo Encantado da Jacky
O Circo Encantado da Jacky, é o segundo álbum da carreira de Jackeline Petkovic, lançado pela Sun Records em 1999, conta com 14 faixas de músicas infantis.O segundo trabalho musical da apresentadora aconteceu em menos de um ano do primeiro. O repertório seguiu a temática do circo, sendo que uma das faixas incentivava a fé infantil e ensinava as crianças a orar. Foi lançado em primeiro de outubro de 1999. Em apenas dois meses após o lançamento do álbum as vendas já haviam chegado próximas a um disco de ouro (100 mil cópias). Segundo informações do portal AN Tevê em 23 de Dezembro de 1999 É considerado o álbum de maior sucesso da carreira de Jacky e também, o que teve mais singles executados em rádios brasileiras. As músicas "Circo encantado" e "Auê Auê" foram temas de abertura em 1999 do Bom Dia & Cia, programa infantil, na época apresentado pela cantora. Em 2017 o CD foi lançado através das plataformas digitais: Itunes, Spotify, Tim Música, Claro Musica e Apple Music.

## Recepção
O álbum recebeu críticas positivas da crítica especializada, o jornalista Eduardo Zanelato do Jornal O Estado de São Paulo disse que O Disco consegue superar até as limitações vocais da loirinha, sem deixar de ser divertido, afirmando ainda que o álbum traz mensagens educativas como em Hora do Banho

## Divulgação
Jackeline foi a alguns programas de TV onde cantou músicas do álbum como por exemplo no Teleton e no programa da Hebe Camargo, especial de dia das crianças em 11 de outubro de 1999

## Faixas
| #   | Título                 | Compositores                      | Duração |
| --- | ---------------------- | --------------------------------- | ------- |
| 1.  | "Circo Encantado"      | Marco Camargo; Roger Borim        | 3:06    |
| 2.  | "Hora do Banho"        | Marco Camargo; Roger Borim        | 2:51    |
| 3.  | "Futebol"              | Marco Camargo; Roger Borim        | 2:22    |
| 4.  | "Maquiadinha da Jacky" | Marco Camargo                     | 3:08    |
| 5.  | "Um, Dois, Três"       | Antônio Carlos; Rita Marques      | 2:09    |
| 6.  | "Auê Auê"              | Sarah Regina ; Greyce; Richeto    | 2:55    |
| 7.  | "Filhote de Urso"      | Marco Camargo; Roger Borim        | 2:56    |
| 8.  | "Brincadeiras"         | Sarah Regina; Greyce; João Plinta | 2:15    |
| 9.  | "Essa Roda"            | Marco Camargo                     | 2:51    |
| 10. | "A Turminha"           | Marco Camargo                     | 2:54    |
| 11. | "Faz de Conta"         | Marco Camargo; Roger Borim        | 3:25    |
| 12. | "Gugui"                | Marco Camargo; Roger Borim        | 2:49    |
| 13. | "O Gato da Vizinha"    | Paulo Massadas                    | 2:11    |
| 14. | "Risada"               | Caio Flávio; Alex Conti           | 2:59    |